# ジュテーム〜わたしはけもの
『ジュテーム〜わたしはけもの』は、BSフジオリジナルの深夜ドラマである。
2008年11月22日にこのドラマの劇場版が公開された。R15+指定。
企画当初につけられていたタイトルは『みるく色の月〜ジュテーム〜』であった。

## テレビドラマ
「自分自身の人生を他人のせいにせず自分の責任で生きる」という力強い意思を持った、高級コールガールの女性の生き方をリアルに描く。芦名星の連続ドラマ初主演作である。
テレビと連動して、脚本を手がけた鎌田敏夫が小説化し、劇画化もされている。 

### キャスト
- 村上由佳：芦名星
- 進藤浩一郎：加藤雅也
- 金子達也：和田正人
- 千晶：唐沢美帆
- 宏美：萬井真代
- 山藤純子：洞口依子

ゲスト
（話数表記は「vol」単位）
vol.1
- 荒井忠隆：不破万作
- 柳昌弘：半海一晃
- 中島匡広

vol.2
- 佐伯隆文：遠藤雅
- 美幸：高久ちぐさ

vol.4
- 辰野志郎：斎藤洋介
- 藤井誠治：森山米次
- 能見達也
- 田内裕子
- 奥田崇（Vol.5にも登場）
- 伊藤教人（Vol.5にも登場）
- 梅津栄（Vol.5にも登場、映画版を除く）

vol.5
- 西岡秀記
- 藤井京子
- 山崎海童（Vol.7にも登場）

vol.6
- 笹岡雅人：渡部豪太
- 大塚友稀（Vol.7にも登場）

vol.7
- 荏原謙三：小島康志
- 久保武光：大村波彦

### スタッフ
- 原作・脚本：鎌田敏夫
- 企画：中山和記
- 演出：星田良子
- プロデューサー：貸川聡子
- 音楽：松浦有希
- 制作プロダクション：共同テレビ
- 製作著作：『ジュテーム』製作委員会（角川書店、角川映画、共同テレビ、BSフジ）

### 放送日・サブタイトル
| 各話  | 放送日        | サブタイトル                                                               |
| ----- | ------------- | -------------------------------------------------------------------------- |
| vol.1 | 2008年4月10日 | もしも、この世が ジャングルだというのなら、 私は、けものになって生きていく |
| vol.2 | 2008年4月17日 | ゼッタイに きれいになる                                                    |
| vol.3 | 2008年4月24日 | 私はごまかさない                                                           |
| vol.4 | 2008年5月1日  | ゼッタイに ウジウジしない                                                  |
| vol.5 | 2008年5月8日  | 私は、つぶされない                                                         |
| vol.6 | 2008年5月15日 | 私は誰も信用しない                                                         |
| vol.7 | 2008年5月22日 | 守ってあげなきゃと 思う人がいるのは、幸せなこと いる？いない？             |

## 映画
2008年11月22日、角川シネマ新宿2にて公開。2009年2月28日、大阪上映。
BSフジにて放送された7話分を再編集、ドラマでは触れられることのなかった別の結末が明かされる。

### キャスト
ドラマ版と同じ、キャストを参照。

#### その他の出演者
- 小川あさ美

### スタッフ
- 原作・脚本：鎌田敏夫
- 企画：中山和記
- 監督：星田良子
- プロデューサー：貸川聡子
- 撮影: 川田正幸
- 照明: 高山喜博
- 美術: 鈴木浩二
- 録音: 竹中泰
- 映像: 植木康弘
- 音楽：松浦有希
- 制作プロダクション：共同テレビ
- 製作著作：『ジュテーム』製作委員会（角川映画、共同テレビ、BSフジ）

## 関連商品
- 漫画
  - 鎌田敏夫（原作）、陽香（作画）『ジュテーム〜わたしはけもの』（2008年8月5日発売、角川グループホールディングス、ISBN 978-4-04-725045-1）
- 小説
  - 鎌田敏夫（原作・文）『ジュテーム からだ・肉体・からだ』（2008年10月18日発売、角川グループホールディングス、ISBN 978-4-04-873879-8）
- DVD
  - 映画版 『ジュテーム〜わたしはけもの』（2009年2月27日発売、角川エンタテインメント）